# Авраменко, Илья Корнильевич
Илья Корнильевич (Корнилович) Авра́менко (18 [31] июля 1907 или 31 июля 1907, Володькова Девица, Черниговская губерния — 23 апреля 1973, Ленинград) — советский ленинградский поэт и писатель, журналист, военный корреспондент. Майор (1944).

## Биография
Родился 18 (31) июля 1907 года в селе Володькова Девица (ныне Носовский район, Черниговская область, Украина) в семье крестьянина Корнилия Федотовича Авраменко, занимавшегося извозом. В 3-летнем возрасте вместе с родителями переехал в Сибирь, где отец стал работать на железной дороге.
Жил в Томске, учился в железнодорожной школе. В 1922 году поступил в Томский технологический институт, который через полгода оставил, так как вместе с отцом уехал на строительство железнодорожной ветки в Кузбассе. В 1923 году в газете «Красное знамя» опубликовал свои первые стихи.
Работал в рудоуправлении Кузбасстреста архивариусом и конторщиком, литсотрудником газеты «Кузбасс», кассиром крестьянского потребительского общества. В 1925 году по командировке Томского губернского комитета РКСМ уехал учиться в Москву — в Высший литературно-художественный институт имени В. Я. Брюсова. Так как институт к приезду молодого поэта был уже закрыт, по направлению Наркомпроса поступил в Ленинградский университет.
По окончании работал в системе Ленокогиза, помощником секретаря редакции журнала «Партработник», в ленинградском отделении Гослитиздата (редактор сектора художественной литературы, заведующий редакцией, секретарь). Затем литсотрудник радиоузла Балтийского судостроительного и механического завода (1933—1934), литконсультант коллектора детских и юношеских библиотек (1934—1938), заведующий редакцией журнала «Звезда» (1938—1939). Член ВКП(б) с 1940 года.
Участник советско-финской войны 1939—1940 годов. В 1941—1944 годах был корреспондентом газеты Карельского фронта «В бой за Родину!». Ответственный секретарь правления Ленинградского отделения Союза писателей (1942—1944).
После войны был референтом по поэзии при ЛО СП, вместе с В. А. Рождественским руководил литературным объединением при ленинградском филиале газеты «Красная Звезда».
В 1958—1961 годах был главным редактором Ленинградского отделения издательства «Советский писатель».
Умер 23 апреля 1973 года от инфаркта миокарда. Похоронен в Ленинграде на Шуваловском кладбище.

## Творчество
И. К. Авраменко — автор ряда поэтических сборников и прозаических произведений, посвященных Северу, в том числе Мурману, патриотизму, Отечественной войне.
Первые публикации стихов появились в томских газетах «Красное знамя» и «Комсомолец».
Дебют поэта состоялся в 1931, когда в серии «Современная пролетарская литература» вышел сборник его стихов «Шестой горизонт», а в серии «Массовая библиотека» — «Поэма о Самарской луке». В 1939 вышла его книга «Долина кедров», в которую вошли стихи о Томске и Сибири. Несколько сборников было опубликовано во время войны — «Родине присягаю» (1941), «Ночь накануне бессмертия» (1943).
Опубликовал роман в стихах «Дом на Мойке» (1957 и 1959) и повесть в стихах «Нарымская повесть» (1967). Автор семнадцати поэтических сборников, в том числе: «Ветер странствий» (1945), «Стихотворения» (1951), «Стихотворения и поэмы» (1955), «Обращение к реке» (1961), «Еще в долине август» (1971), «Вечерний плёс» (1972). Посмертно в 1983 году вышел сборник его стихотворений и поэм «Берестень».

## Награды
- орден Отечественной войны II степени (31.8.1944)
- орден Трудового Красного Знамени (28.10.1967)
- орден «Знак Почёта» (30.07.1957)
- медали

## Адреса
С июня 1935 года — набережная канала Грибоедова, д. 9.